# Kepler-36 c
Kepler-36 c est une exoplanète orbitant autour de l'étoile Kepler-36, elle a été découverte en 2012 par la méthode des transits.